# Austin Norman Palmer
Austin Norman Palmer (22 de diciembre de 1860 - 16 de noviembre de 1927) fue un innovador estadounidense en el campo de la caligrafía con la creación y desarrollo del método Palmer de escritura comercial. El libro de texto más influyente de Palmer, The Palmer Method of Business Writing, se publicó en 1901.
El método Palmer de escritura comercial tuvo una gran influencia en la enseñanza de la escritura a mano en los sistemas educativos estadounidenses. Ofreció una forma de escritura más simplificada, rápida, legible y económica para los jóvenes y empresarios de la época.
Palmer se abrió camino en la escuela de caligrafía de G. A. Gaskell como conserje y encargado de tareas domésticas. Después de completar su educación en caligrafía, consiguió un puesto como instructor de caligrafía en la Escuela de Negocios Samuel A. Goodyear en Cedar Rapids, Iowa. Después de un tiempo, Palmer pudo operarla como propia, solidificando una asociación de por vida entre A. N. Palmer y la ciudad de Cedar Rapids.
- Datos: Q4823215